# Cheesmanella janiseli
Cheesmanella janiseli är en stekelart som först beskrevs av Cheesman 1953.  Cheesmanella janiseli ingår i släktet Cheesmanella och familjen brokparasitsteklar. Inga underarter finns listade i Catalogue of Life.